# Tsjechië op het Eurovisiesongfestival 2025
Tsjechië neemt deel aan het Eurovisiesongfestival 2025 in Bazel, Zwitserland. Het is de 13de deelname van het land op het Eurovisiesongfestival. ČT is verantwoordelijk voor de Tsjechische bijdrage voor de editie van 2025.

## Selectieprocedure
Op 11 december maakte de Tsjechische omroep bekend dat het de artiest gekozen had het land zal vertegenwoordigen op het 69e Eurovisiesongfestival in Bazel. Zanger ADONXS werd intern geselecteerd. De selectie van ADONXS betekent een koerswijziging voor de Tsjechische omroep. Omroep ČT kondigde in september 2024 al aan dat de sinds 2018 van dienst doende nationale finale ESCZ werd geschrapt en geïnteresseerde artiesten en componisten zich konden aanmelden.
De interne selectie die volgde, kende verschillende fases. Een tienkoppige internationale jury selecteerde een aantal kandidaten. Vervolgens werden buitenlandse respondenten en een onderzoek via een focusgroep ingezet, waarna ADONXS de duidelijke winnaar bleek. Het lied waarmee de zanger naar Zwitserland trekt wordt op een later moment bekendgemaakt.

## In Bazel
Tsjechië trad aan in de tweede halve finale op 15 mei 2025. Adonxs trad aan als 12de act na Denemarken en voor Luxemburg. Het land kreeg onvoldoende stemmen om zich te kwalificeren. 
2007 · 2008 · 2009 · 2010-2014 · 2015 · 2016 · 2017 · 2018 · 2019 · 2020 · 2021 · 2022 · 2023 · 2024 · 2025
Albanië · Armenië · Australië · Azerbeidzjan · België · Cyprus · Denemarken · Duitsland · Estland · Finland · Frankrijk · Georgië · Griekenland · Ierland · IJsland · Israël · Italië · Kroatië · Letland · Litouwen · Luxemburg · Malta · Montenegro · Nederland · Noorwegen · Oekraïne · Oostenrijk · Polen · Portugal · San Marino · Servië · Slovenië · Spanje · Tsjechië · Verenigd Koninkrijk · Zweden · Zwitserland